# جايسون وارد
جايسون وارد هو لاعب هوكي الجليد كندي، ولد في 16 يناير 1979 في Chapleau, Ontario ‏ في كندا.

## وصلات خارجية
- جايسون وارد على موقع دوري الهوكي الوطني (الإنجليزية)
- جايسون وارد على موقع EliteProspects.com (الإنجليزية)
- جايسون وارد على موقع HockeyDB.com (الإنجليزية)
- جايسون وارد على موقع Hockey-Reference.com (الإنجليزية)